# دنيس فارينا
دنيس فارينا (بالإنجليزية: Dennis Farina)‏ هو ممثل أفلام أمريكي من مواليد 29 فبراير 1944.
يعرفه الجمهور من خلال بعض الشخصيات الذي قدمه من خلال السينما.
توفي في 22 يوليو 2013.

## روابط خارجية
- دنيس فارينا على موقع IMDb (الإنجليزية)
- دنيس فارينا على موقع روتن توميتوز (الإنجليزية)
- دنيس فارينا على موقع ألو سيني (الفرنسية)
- دنيس فارينا على موقع ميوزك برينز (الإنجليزية)
- دنيس فارينا على موقع أول موفي (الإنجليزية)
- دنيس فارينا على موقع قاعدة بيانات الأفلام السويدية (السويدية)
- دنيس فارينا على موقع إن إن دي بي (الإنجليزية)
- دنيس فارينا على موقع أول ميوزيك (الإنجليزية)
- دنيس فارينا على موقع ديسكوغز (الإنجليزية)
- دنيس فارينا على موقع قاعدة بيانات الفيلم (الإنجليزية)